# Ракиты (Топчихинский район)
Ракиты — село в Топчихинском районе Алтайского края. Входит в состав Сидоровского сельсовета.

## География
Село находится при автодороге 01К-79. Абсолютная высота — 234 м над уровнем моря.

## История
Основано в 1919 году. В 1926 году в селе имелось 121 хозяйство и проживало 656 человек (322 мужчины и 334 женщины). В национальном составе населения того периода преобладали русские. Действовала школа I ступени. В административном отношении являлось центром Ракитинского сельсовета Чистюньского района Барнаульского округа Сибирского края.

## Население
| 1926 | 1997 | 1998 | 1999 | 2000 | 2001 | 2002 | 2003 | 2004 | 2005 | 2006 |
| ---- | ---- | ---- | ---- | ---- | ---- | ---- | ---- | ---- | ---- | ---- |
| 656  | ↘205 | ↗208 | ↘190 | ↗213 | ↘203 | ↘193 | ↘180 | ↘166 | ↘164 | ↘159 |
| 2007 | 2008 | 2009 | 2010 | 2011 | 2012 | 2013 |      |      |      |      |
| ↘157 | ↘150 | ↘146 | ↘103 | ↘101 | ↘89  | ↗90  |      |      |      |      |

### Национальный состав
Согласно результатам переписи 2002 года, в национальной структуре населения русские составляли 99 %.